# Баєрський Володимир Гелярович
Баерскій Володимир Гелярович (10 грудня 1901 — 5 вересня 1945) — полковник РККА (РСЧА), генерал-майор ЗС КОНР.

## Життєпис
Народився 10 грудня 1901 в селі Бродецьке Бердичівського повіту Київської губернії в робітничій родині. Поляк.
У РСЧА — з серпня 1920. Брав участь у бойових діях на польському фронті, проти загонів Н. І. Махно в 1921, повстанців у Дагестані — в 1922, повстанців у Грузії — в 1924. Кілька разів поранений.
У 1922 закінчив робочий факультет, в 1926 — економічний факультет інституту. З цивільної спеціальності слюсар-машиніст.
Закнічив 2-у Тифлисскую піхотну школу, після чого в 1925 був направлений до Вищих стрілецько-тактичних курсів удосконалення командного складу РСЧА ім. Комінтерну в Москві. Пройшов путь від командира роти до командира полку.
У вересні 1937 призначений викладачем тактики на Вищих стрілецько-тактичних курсах удосконалення командирів піхоти «Выстрел». У вересні 1938 майор Баерській звільнений у запас.
В березні 1939 покликаний із запасу, призначений помічником начальника штабу 3-й стрілецької дивізії.
Після початку війни з Німеччиною призначений командиром 41-ї стрілецької дивізії. Навесні 1942 дивізія відправлена на фронт, оточена і розбита.
У полоні з 25 травня 1942, прийняв псевдонім Володимир Ілліч Боярський і під ним став відомий учасникам Власовського руху. Утримувався в Особливому таборі під Вінницею. У серпні звільнений з Вінницького табору.
1 вересня 1942 призначений командиром експериментальної частини РННА в групі армій «Центр» в районі Смоленська. У жовтні відмовився виконати наказ генерал-фельдмаршала Г. фон Клюге про роззброєння РННА, розчленуванні на батальйони, перевдягання в німецьку польову форму та передачі побатальйонно Вермахту. В результаті разом з політичним керівником РННА Г. Н. Жіленкова виявився заарештований СД і відправлений до Берліна, а РННА переформована в 700-й добровольчий полк Вермахту.
Після нетривалого арешту звільнений і направлений в штаб 16-ї армії Вермахту на пост офіцера по керівництву й навчанню Східними добровольчими військами. Відрізнявся настільки жорсткою, вимогливою і норовливої, незалежною позицією по відношенню до німецького армійському командуванню, що «за незлагідна характер» був знятий зі своєї посади командувачем 16-ю армією генерал-фельдмаршалом Е. фон Бушем.
Влітку 1943 приєднався до Власовського руху, брав участь в інспекції ряду добровольчих східних руських батальйонів.
28 січня 1945 призначений заступником начальника штабу ЗС КОНР. 27 лютого 1945 проведений в чин генерал-майора ЗС КОНР.
Під час евакуації ВС КОНР навесні 1945 перебував у складі Південної групи ЗС КОНР під командуванням генерал-майора ЗС КОНР Ф. І. Трухіна. 5 травня виїхав з села Разбоден під Каплице (Чехія) в район Праги за наказом Трухіна для встановлення зв'язку з Північною групою генерал-майора С. К. Буняченко і з Власовим.
При проїзді через Пршібрам захоплений чеськими партизанами прорадянської орієнтації. У відповідь на нанесену командиром загону капітаном Смирновим образу дав останньому ляпас і тут же був повішений.